# Dåb
 Denne artikel omhandler dåben fra et primært kristent synspunkt. For andre betydninger af Dåb, se Dåb (flertydig). (Se også artikler, som begynder med Dåb)
Dåb (af norrønt deypa, gotisk daupjan med oprindelig betydning "at dyppe", svarende til græsk baptizein, hvor man ved dåben dryppede vand over barnet – ausa vatn/verpa vatnia á = øse/kaste vand på) er i kristendommen det ritual, hvormed en person indlemmes i den kristne menighed. Ved dåben "afvaskes" personens synder, og han eller hun bliver medlem af Kristi kirke. Det kristne dåbsritual har sit forbillede i Johannes Døberen, som ifølge Bibelen døbte blandt andre Jesus i Jordanfloden (se bl.a. Matt 3:11-16).
Jesus omtaler selv nødvendigheden af dåb for at komme ind i Guds rige i Joh 3:5, hvorfor dåben også i stort set hele kristenheden regnes for essentiel for opnåelse af frelsen. Ved dåben "dør" det gamle menneske, og en genfødsel finder sted.
Andelen af nyfødte, der døbes i Folkekirken, udgjorde i 2018 58,7 procent.

## Dåbsformlen
Bibelen beretter, at Jesus ved slutningen af sit virke på Jorden befalede apostlene at døbe "i Faderens, Sønnens og Helligåndens navn" (i den såkaldte "missionsbefaling", Matt 28:19), hvilket derfor er den mest udbredte dåbsformel inden for kristenheden. Interessant er det imidlertid at bemærke, at apostlene i Apostlenes Gerninger alene ses døbe "i (Herren) Jesu navn" (ApG 2:38; 8:16; 10:48 og 19:5), hvilket får visse (primært amerikanske, karismatiske) trossamfund til at foretrække denne formel. I traditionel kristen teologi er den korrekte dåbsformel afgørende for, hvorvidt dåben er gyldig eller ej.

## Måden at døbe på
De kristne praktiserede frem til reformationen primært fulddåb, altså fuldstændig neddykning i vand. Materielt set foretages Folkekirkens dåb ved, at præsten tre gange øser vand over personens hoved, medens han fremsiger dåbsformlen; men andre kristne trossamfund bruger i stedet at døbe ved at personen nedsænkes helt eller dyppes (heraf oprindeligt ordet "dåb") i vand, oftest i et dertil indrettet bassin i kirkebygningen, men til tider, hvis forholdene tillader det, i en flod eller lignende – som også Johannes Døberen gjorde det. I så fald er personen, der skal døbes, som regel klædt i en helt hvid dåbskjole, der symboliserer, at man ved dåben renses for enhver synd.[kilde mangler]
Dåbsvandet er hos protestanter almindeligt vand, mens katolikker kun benytter indviet vand til dåb. I katolske kirker bliver døbefonten genindviet hver påske.

## Barnedåb og voksendåb
Et andet relevant skel er, om dåben udføres på spædbørn eller voksne. I de traditionelle, liturgiske kirker som den katolske og den ortodokse, døber man børnene kort tid efter fødslen (hvorved dåben også har fået karakter af navngivningsritual, hvilket dog savner teologisk grundlag).[kilde mangler] I mange protestantiske trossamfund, som Baptistkirken, Jehovas Vidner, Pinsekirken, Syvende Dags Adventistkirken samt Jesu Kristi Kirke af Sidste dages hellige vægrer man sig imidlertid ved at døbe børn, da det understreges, at dåben i Bibelen er et bevidst valg, som en person foretager, når vedkommende vælger at omvende sig, hvorfor dåben forudsætter, at man er kommet til skelsalder. Fra samme side hævdes det, at Bibelen intetsteds omtaler (eller befaler) barnedåb, endsige anfører det som en betingelse for frelse, at man er døbt som barn; Jesus blev t selv døbt som voksen.
På kirkemødet i Augsburg i 1530 blev den lutherske lære udmejslet i 28 trosartikler, Confessio Augustana. 9. artikel fastslår, at dåb er nødvendigt for frelse. Men er den også nødvendig for nyfødtes frelse? Svaret var, at som alle andre er også spædbørn født med arvesynd og dermed underlagt Guds vrede. Men dåben renser mennesket for synd, så det gjaldt at få de nyfødte døbt så hurtigt som muligt. Danske Lov satte fristen til otte dage efter fødsel, men af gamle kirkebøger fremgår, at nyfødte ofte blev taget med i kirke allerede efter 3-4 dage, nok pga skrækken for fortabelse. Ikke sjældent omkom barnet undervejs af kulde og uvejr.
Philip Melanchthon, som havde givet Augustana form, udtalte i 1553, at udøbte spædbørn ikke går fortabt. Ansvaret for nyfødtes frelse beror hos forældrene, som i bøn om Guds nåde bar barnet frem. Kirkens tolkning forblev dog uklar, og gjorde lægfolk usikre. Ikke mindst reagerede folk på det uretfærdige i, at nyfødte skulle være dømt til fortabelse, fordi de døde udøbte, som om det var deres fejl. Johannes Bugenhagen delte helt Melanchthons syn. I 1542 udgav han et skrift om børn, der var døde i mors liv. Til trøst for mødrene anvendte han Jesu ord: "Det er ikke min fars vilje, at nogen af disse små skal få fortabt." Også Luther var enig med Bugenhagen, der kom til Danmark som Christian 3.s rådgiver i reformationsspørgsmål.
I 1737 udgav Erik Pontoppidan sin forklaring, der tydeligt giver svar: "Fordømmes de smaa Børn, som tilig bortdøe, og ey blive døbte? Ingenlunde, thi de foragte ey, men miste et Naade-Middel, som Gud vel har bundet os, men ikke sig selv til, da hand ogsaa uden Daab kand giøre salig." Det var der ikke alle, der var enige med ham i. I Danmark var der en gruppe ortodokse, kaldt "dømmerne", som gik hårdt ud mod Pontoppidans syn. For dem var ethvert udøbt barn, også det ufødte, et barn af djævelen og evigt fordømt.
Anabaptister (græsk for "gendøbere") - i dag opdelt i mennonitter, amish og hutteritter - anser barnedåb som ugyldig, og gendøber folk, der blev døbt som spæde, hvilket har skabt stor vrede hos de traditionelle kirker. Dåben regnes nemlig for et ritual, der kun kan foretages én gang; og at døbe nogen, der allerede er døbt, regnes som at kaste vrag på Guds sakramenter.
Voksendåb forekommer dog også i de traditionelle trossamfund, når folk, der ikke er døbt som børn, optages som medlemmer, og dermed får del i Kristi legeme. Folkekirken foretager også "voksendåb" når personer der ikke er barnedøbt, ønsker at konfirmeres.

## Hjemmedåb
I nødstilfælde var hjemmedåb eller nøddåb en udvej, som kirken tillod allerede i middelalderen, især når barnet var for tidligt født eller skrantede. I Danske Lov af 1683 blev dåb foreskrevet inden otte dage efter fødslen, så nøddåb kunne blive nødvendigt. Da dåben som sakramente ikke kan gentages, skal præsten ved kirkedåb sikre sig, at barnet ikke er hjemmedøbt. Som noget særligt for Danmark har man uanset kunnet begrave udøbte børn i indviet jord, og det er i dag lovpligtigt. Hvis barnet er hjemmedøbt, skal det fremstilles i kirken ved en højmesse – i kirkebøger tidligere ofte benævnt "dåbens publikation" eller "dåbens konfirmation" (dvs. stadfæstelse).
Hjemmedåb foretages i dag som oftest, hvor der er overhængende fare for det nyfødte barns liv, og forældrene ønsker barnet døbt. Det kaldes også nøddåb og kan udføres af enhver døbt. Er det ikke en præst, der udfører den, skal den meldes til sognepræsten for at blive indført i kirkebogen.

## Dåben i Danmark historisk
Gennem tiderne har der i Danmark været forskellig praksis for, hvornår dåben skulle finde sted.
- I 1539 blev det bestemt, at dåben skulle finde sted første eller anden søndag efter fødslen.
- I 1643 blev det under Christian 4. bestemt, at dåben skulle finde sted senest otte dage efter fødslen.
- I 1771 frafaldt man kravet om hurtig dåb under hensyntagen til barnets liv og helbred i de uopvarmede kirker.
- I 1828 blev det bestemt, at barnet skulle døbes senest otte uger efter fødslen, men så skulle dåben også ske i kirken (i modsætning til hjemmedåb).
- Indtil Grundloven 1849 havde alle pligt til at lade deres børn døbe (med undtagelse af jøder).
- Indtil 1854 var et barn først arveberettiget, når det var blevet døbt.